# Tëplyj Stan (metropolitana di Mosca)
Tëplyj Stan (in russo Тёплый Стан?) è una stazione della metropolitana di Mosca situata sulla Linea Kalužsko-Rižskaja. Fu costruita secondo il design con tre arcate sostenute da pilastri e fu inaugurata il 6 novembre 1987 come capolinea temporaneo della linea.
Dato che il ramo Kalužskij della linea svolta quasi verso ovest, Toplij Stan, diversamente dalle altre sette stazioni del ramo, è situata all'angolo con via Profosojuznaja. Sua le mura che le superfici dei pilastri sono ricoperte in piastrelle di ceramica color rosso brillante. Su alcune superfici dei piloni, fu impiegato anche del marmo grigio. Gli architetti della stazione furono N.I. Shumakov, G. Mun e N. Shurygina.
Gli ingressi della stazione si trovano all'incrocio tra via Profsojuznaja e viale Novojasenevskij. Il traffico giornaliero di passeggeri è di circa 73.400 persone.